# Вибух на Кримському мосту (2023)
Вибух на Кримському мосту — надзвичайна подія, що сталася вранці 17 липня 2023 року в ході російського вторгнення в Україну. Внаслідок вибуху було пошкоджено два прольоти моста, також загинула подружня пара і постраждала їхня донька.
Вибух на мосту 17 липня став другим за час вторгнення Росії в Україну: перший вибух стався 8 жовтня 2022 року.

## Передумови
Кримський міст є одним з елементів транспортної інфраструктури для військових, яку використовують для вторгнення на південь України. Автомобільна частина мосту використовувалася для військових перевезень ще з 2018 року, до відкриття залізничної частини мосту. Представники влада України неодноразово наголошували, що міст є законною цілю для ударів.
8 жовтня 2022 року на мосту стався перший вибух. Тоді, згідно з російськими офіційними даними, загинуло 4 людини, було зруйновано два автомобільні прольоти мосту, а на його залізничній частині загорівся потяг із паливом[3]. Після цієї події рух на Кримському мосту було обмежено. 23 березня 2023 року російський прем'єр-міністр Михайло Мішустін заявив про повне відновлення автомобільної частини мосту, а 5 травня 2023 року російська влада заявила про повне відновлення руху залізничною колією Кримського мосту.
За день до вибуху на Кримському мосту, 16 липня 2023 року, Міноборони РФ повідомило про знищення двох підводних апаратів і семи БПЛА в Чорному морі в районі Севастополя.

## Перебіг подій
Згідно із заявами проросійських джерел, вночі 17 липня 2023 року на мосту сталися два вибухи о 3:05 і 3:20 за місцевим часом. Згідно із заявою глави Республіки Крим Сергія Аксьонова, вибухи сталися біля 145-ї опори мосту.
За інформацією російської влади, було пошкоджено два прольоти моста, водночас залізничне полотно пошкоджень не зазнало. У доповіді президенту Путіну віцепрем'єр Марат Хуснуллін повідомив, що повністю зруйновано один автодорожній проліт моста у напрямку до Тамані та пошкоджено інший; одна колія залізничної частини моста має незначні пошкодження, опори моста не пошкоджено.
Проросійські джерела та українські ЗМІ стверджують, що міст був атакований надводними безпілотними апаратами.
Унаслідок вибуху загинула подружня пара з Бєлгородської області, а їхня 14-річна донька дістала поранення і була госпіталізована з черепно-мозковою травмою.

## Організатори

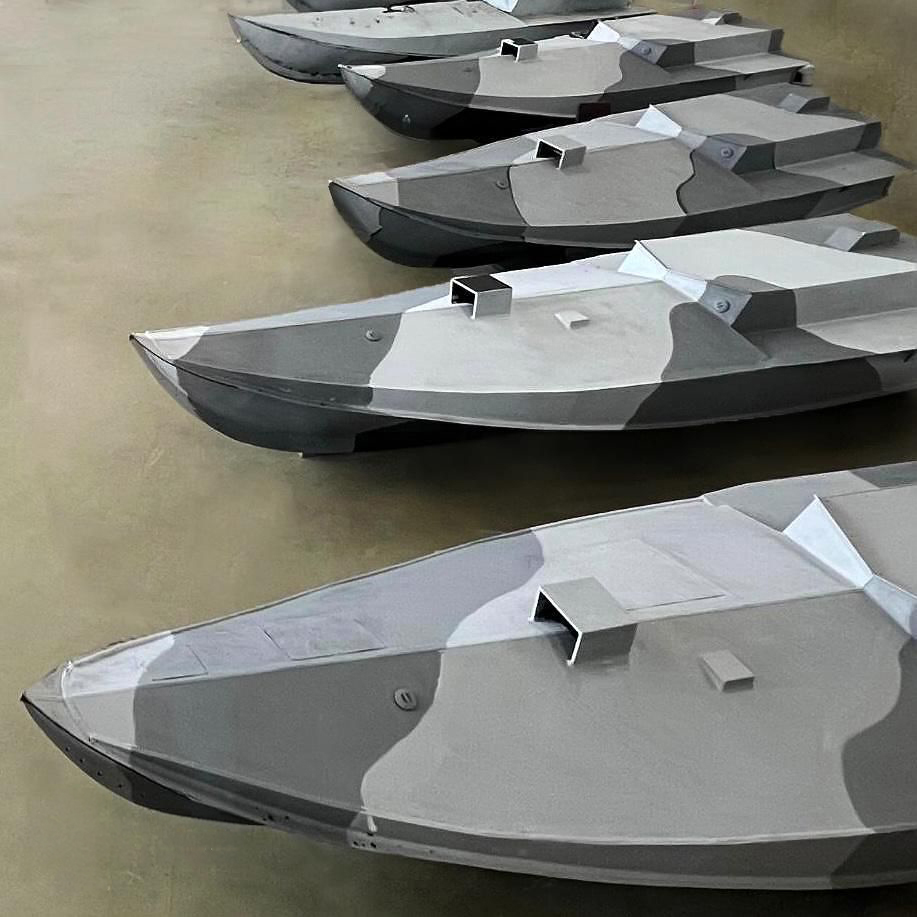
Морські дрони Sea Baby, їх аналогами і був здійснений підрив мосту.

За даними РБК Україна та Українська правда, атака була здійснена за допомогою морських безпілотників і спланована Службою безпеки України та Військово-морськими силами Збройних сил України. Михайло Федоров, міністр цифрової трансформації України, підтвердив, що були використані морські безпілотники. Речник СБУ Артем Дехтяренко заявив, що подальша інформація про атаку буде оприлюднена після війни.
Російський Антитерористичний комітет заявив, що Україна використовувала наземні безпілотники для атаки на міст. Він також порушив кримінальну справу за фактом інциденту.

##### Відповідальні за підрив
24 листопада 2023 року телеканал 1+1 випустив спецпроєкт «Кримський міст на біс. СБУ. Спецоперації перемоги. Фільм 1» в якому представники СБУ та Військово-морськими силами Збройних сил України повідомили, як саме була виконана операція з підриву мосту за бопомогою морських дронів Sea Baby.

## Реакції

### Росії
Російські представники звинуватили в підриві Україну. Національний антитерористичний комітет назвав підрив мосту терористичною атакою, Слідчий комітет Російської Федерації порушив кримінальну справу за 205 статтею КК РФ «теракт».
Прес-секретар Президента РФ Дмитро Пєсков звинуватив у загибелі молодої сім'ї та пораненні дівчинки на Кримському мосту українську сторону і повідомив про готовність Росії перешкодити повторенню того, що сталося. Він повідомив, що владі відомо про причини підриву і тих, хто стоїть за «терористичним актом».
Президент РФ Володимир Путін назвав підрив Кримського мосту «терактом» і «безглуздим злочином», і заявив, що міст нібито давно не використовується для транспортування військових вантажів.
Губернатор Краснодарського краю Веніамін Кондратьєв написав у Telegram, що у зв'язку з інцидентом створено кризовий центр.
18 липня Росія розпочала хвилю авіаударів по південній частині України, які Кремль назвав «відплатою за напад».

### Україна
У ГУР МО України відмовилися коментувати причини того, що сталося, однак, зазначили: «Можна лише процитувати слова керівника ГУР МОУ Кирила Буданова про те, що „Кримський міст — конструкція там зайва“». При цьому в ГУР зазначили: «Півострів використовується росіянами, як великий логістичний хаб для переміщення сил і засобів углиб території України. Звичайно, будь-які логістичні проблеми — це додаткові ускладнення для окупантів».
Радник глави Офісу президента України Михайло Подоляк заявив: «Будь-які незаконні конструкції, що використовуються для доставки російських інструментів масових убивств, недовговічні. Незалежно від причин руйнування». Своєю чергою представники СБУ заявила: «Усі деталі щодо організації „хлопка“ Служба безпеки України обов'язково розкриє після перемоги. Поки ж ми з цікавістю спостерігаємо, як один із символів путінського режиму вкотре не витримав військового навантаження».
Водночас речниця оперативного командування ЗСУ «Південь» Наталія Гуменюк заявила, що «вибух на мосту може бути російською провокацією», зазначивши, що якраз 17 липня спливає термін «Зернової угоди».

### США
Радник Держдепартаменту Сполучених Штатів повідомив, що США відмовляться від будь-яких коментарів щодо вибуху.[джерело?]